# 朴槿恵政権
朴槿恵政権（パク・クネせいけん）は、韓国の第六共和国時代の6番目の政権。2013年2月25日の朴槿恵大統領就任にはじまり、2017年3月10日に弾劾訴追による失職によって在任期間4年と14日（1475日）をもって終焉を迎えた。本項では黄教安国務総理（大統領権限代行）による暫定政権も含めて記述する。

## 大統領・首相・副首相
| 役職名                 | 氏名   | 在任期間                       | 所属政党、備考                                                     |
| ---------------------- | ------ | ------------------------------ | ------------------------------------------------------------------ |
| 大統領                 | 朴槿恵 | 2013年2月25日 - 2017年3月10日  | ハンナラ党 / セヌリ党/自由韓国党所属。 2016年12月9日より職務停止。 |
| 大統領                 | 黄教安 | 2016年12月9日 - 2017年5月10日  | 権限代行。                                                         |
| 国務総理               | 鄭烘原 | 2013年2月26日 - 2015年2月16日  |                                                                    |
| 国務総理               | 李完九 | 2015年2月17日 - 2015年4月27日  |                                                                    |
| 国務総理               | 崔炅煥 | 2015年4月27日 - 2015年6月18日  | 権限代行。                                                         |
| 国務総理               | 黄教安 | 2015年6月18日 - 2017年5月11日  |                                                                    |
| 副首相兼企画財政部長官 | 玄旿錫 | 2013年3月22日 - 2014年7月14日  |                                                                    |
| 副首相兼企画財政部長官 | 崔炅煥 | 2014年7月15日 - 2016年1月12日  |                                                                    |
| 副首相兼企画財政部長官 | 柳一鎬 | 2016年1月13日 - 2017年6月8日   |                                                                    |
| 副首相兼教育部長官     | 黄祐呂 | 2014年11月19日 - 2016年1月12日 |                                                                    |
| 副首相兼教育部長官     | 李俊植 | 2016年1月13日 - 2017年7月4日   |                                                                    |

## 国務委員
| 役職名                                                                   | 氏名   | 在任期間                       | 所属政党、備考                   |
| ------------------------------------------------------------------------ | ------ | ------------------------------ | -------------------------------- |
| 教育部長官                                                               | 徐南洙 | 2013年3月23日 - 2014年7月17日  |                                  |
| 教育部長官                                                               | 羅承日 | 2014年7月17日 - 2014年8月7日   | 職務代行。                       |
| 教育部長官                                                               | 黄祐呂 | 2014年8月8日 - 2016年1月12日   | 2014年11月19日より副首相を兼任。 |
| 教育部長官                                                               | 李俊植 | 2016年1月13日 - 2017年7月4日   | 副首相を兼任。                   |
| 外交通商部                                                               | 尹炳世 | 2013年3月11日 - 2017年6月18日  |                                  |
| 統一部長官                                                               | 柳吉在 | 2013年3月11日 - 2015年3月13日  |                                  |
| 統一部長官                                                               | 洪容杓 | 2015年3月16日 - 2017年7月2日   |                                  |
| 法務部長官                                                               | 黄教安 | 2013年3月11日 - 2015年6月13日  |                                  |
| 法務部長官                                                               | 金周賢 | 2015年6月13日 - 2015年7月9日   | 職務代行。                       |
| 法務部長官                                                               | 金賢雄 | 2015年7月9日 - 2016年11月28日  |                                  |
| 法務部長官                                                               | 李昌宰 | 2016年11月29日 - 2017年5月21日 | 職務代行。                       |
| 国防部長官                                                               | 金寛鎮 | 2010年12月4日 - 2014年6月29日  |                                  |
| 国防部長官                                                               | 韓民求 | 2014年6月30日 - 2017年7月13日  |                                  |
| 安全行政部長官（～2014年11月18日）→ 行政自治部長官（2014年11月19日～）   | 劉正福 | 2013年3月11日 - 2014年3月6日   |                                  |
| 安全行政部長官（～2014年11月18日）→ 行政自治部長官（2014年11月19日～）   | 朴景国 | 2014年3月6日 - 2014年4月2日    | 職務代行。                       |
| 安全行政部長官（～2014年11月18日）→ 行政自治部長官（2014年11月19日～）   | 姜秉圭 | 2014年4月2日 - 2014年7月15日   |                                  |
| 安全行政部長官（～2014年11月18日）→ 行政自治部長官（2014年11月19日～）   | 鄭宗燮 | 2014年7月16日 - 2016年1月12日  |                                  |
| 安全行政部長官（～2014年11月18日）→ 行政自治部長官（2014年11月19日～）   | 洪允植 | 2016年1月13日 - 2017年6月15日  |                                  |
| 文化体育観光部長官                                                       | 劉震龍 | 2013年3月11日 - 2014年7月16日  |                                  |
| 文化体育観光部長官                                                       | 金鍾   | 2014年7月17日 - 2014年7月25日  | 職務代行。                       |
| 文化体育観光部長官                                                       | 金熙範 | 2014年7月25日 - 2014年8月20日  | 職務代行。                       |
| 文化体育観光部長官                                                       | 金鍾徳 | 2014年8月21日 - 2016年9月4日   |                                  |
| 文化体育観光部長官                                                       | 趙允旋 | 2016年9月5日 - 2017年1月21日   |                                  |
| 文化体育観光部長官                                                       | 宋秀根 | 2017年1月22日 - 2017年6月6日   | 職務代行。                       |
| 農林畜産食品部長官                                                       | 李桐弼 | 2013年3月13日 - 2016年9月5日   |                                  |
| 農林畜産食品部長官                                                       | 金在水 | 2016年9月5日 - 2017年7月2日    |                                  |
| 知識経済部長官（～2013年3月22日）→ 産業通商資源部長官（2013年3月23日～） | 尹相直 | 2013年3月13日 - 2016年1月12日  |                                  |
| 知識経済部長官（～2013年3月22日）→ 産業通商資源部長官（2013年3月23日～） | 周亨煥 | 2016年1月13日 - 2017年6月15日  |                                  |
| 保健福祉家族部長官                                                       | 陳永   | 2013年3月11日 - 2013年9月30日  |                                  |
| 保健福祉家族部長官                                                       | 李永燦 | 2013年9月30日 - 2013年12月2日  | 職務代行。                       |
| 保健福祉家族部長官                                                       | 文亨杓 | 2013年12月2日 - 2015年8月26日  |                                  |
| 保健福祉家族部長官                                                       | 鄭鎮燁 | 2015年8月26日 - 2017年7月21日  |                                  |
| 環境部長官                                                               | 尹成奎 | 2013年3月11日 - 2016年9月4日   |                                  |
| 環境部長官                                                               | 曺京圭 | 2016年9月5日 - 2017年7月3日    |                                  |
| 雇用労働部長官                                                           | 房河男 | 2013年3月11日 - 2014年7月15日  |                                  |
| 雇用労働部長官                                                           | 李基権 | 2014年7月16日 - 2017年7月24日  |                                  |
| 女性家族部長官                                                           | 趙允旋 | 2013年3月11日 - 2014年6月12日  |                                  |
| 女性家族部長官                                                           | 李馥実 | 2014年6月12日 - 2014年7月16日  | 職務代行。                       |
| 女性家族部長官                                                           | 金姫廷 | 2014年7月16日 - 2016年1月12日  |                                  |
| 女性家族部長官                                                           | 姜恩姫 | 2016年1月13日 - 2017年7月6日   |                                  |
| 国土海洋部長官（～2013年3月22日）→ 国土交通部長官（2013年3月23日～）     | 徐昇煥 | 2013年3月11日 - 2015年3月13日  |                                  |
| 国土海洋部長官（～2013年3月22日）→ 国土交通部長官（2013年3月23日～）     | 柳一鎬 | 2015年3月16日 - 2015年11月11日 |                                  |
| 国土海洋部長官（～2013年3月22日）→ 国土交通部長官（2013年3月23日～）     | 姜鎬人 | 2015年11月11日 - 2017年6月20日 |                                  |
| 海洋水産部長官                                                           | 尹珍淑 | 2013年4月17日 - 2014年2月12日  |                                  |
| 海洋水産部長官                                                           | 孫在学 | 2014年2月12日 - 2014年3月5日   | 職務代行。                       |
| 海洋水産部長官                                                           | 李柱栄 | 2014年3月5日 - 2014年12月24日  |                                  |
| 海洋水産部長官                                                           | 金栄錫 | 2014年12月24日 - 2015年3月15日 | 職務代行。                       |
| 海洋水産部長官                                                           | 兪奇濬 | 2015年3月16日 - 2015年11月11日 |                                  |
| 海洋水産部長官                                                           | 金栄錫 | 2015年11月11日 - 2017年6月15日 |                                  |
| 国民安全処長官                                                           | 朴仁鎔 | 2014年11月19日 - 2017年7月25日 |                                  |

## その他長官
| 役職名               | 氏名   | 在任期間                        | 備考       |
| -------------------- | ------ | ------------------------------- | ---------- |
| 国家情報院長         | 南在俊 | 2013年3月22日 - 2014年5月21日   |            |
| 国家情報院長         | 韓基範 | 2014年5月22日 - 2014年7月15日   | 職務代行。 |
| 国家情報院長         | 李丙琪 | 2014年7月16日 - 2015年3月1日    |            |
| 国家情報院長         | 韓基範 | 2015年3月1日 - 2015年3月18日    | 職務代行。 |
| 国家情報院長         | 李炳浩 | 2015年3月18日 - 2017年5月31日   |            |
| 大統領秘書室長       | 許泰烈 | 2013年2月25日 - 2013年8月4日    |            |
| 大統領秘書室長       | 金淇春 | 2013年8月5日 - 2015年2月22日    |            |
| 大統領秘書室長       | 李丙琪 | 2015年3月1日 - 2016年5月15日    |            |
| 大統領秘書室長       | 李元鐘 | 2016年5月16日 - 2016年10月30日  |            |
| 大統領秘書室長       | 韓光玉 | 2016年11月3日 - 2017年5月9日    |            |
| 国家安保室長         | 金章洙 | 2013年3月25日 - 2014年5月22日   |            |
| 国家安保室長         | 金奎顕 | 2014年5月22日 - 2014年6月1日    | 職務代行。 |
| 国家安保室長         | 金寛鎮 | 2014年6月1日 - 2017年5月21日    |            |
| 大統領警護処長       | 朴興烈 | 2013年2月25日 - 2017年5月10日   |            |
| 国務調整室長         | 金東兗 | 2013年3月25日 - 2014年7月22日   |            |
| 国務調整室長         | 秋慶鎬 | 2014年7月25日 - 2016年1月12日   |            |
| 国務調整室長         | 李錫駿 | 2016年1月18日 - 2017年5月10日   |            |
| 検察総長             | 蔡東旭 | 2013年4月4日 - 2013年9月30日    |            |
| 検察総長             | 吉兌基 | 2013年9月30日 - 2013年12月2日   | 職務代行。 |
| 検察総長             | 金鎮太 | 2013年12月2日 - 2015年12月1日   |            |
| 検察総長             | 金秀南 | 2015年12月2日 - 2017年5月12日   |            |
| 放送通信委員会委員長 | 李敬在 | 2013年4月17日 - 2014年3月25日   |            |
| 放送通信委員会委員長 | 崔成俊 | 2014年4月8日 - 2017年4月7日     |            |
| 放送通信委員会委員長 | 高三錫 | 2017年4月8日 - 2017年6月8日     | 職務代行。 |
| 公正取引委員会委員長 | 盧大来 | 2013年3月25日 - 2014年12月5日   |            |
| 公正取引委員会委員長 | 鄭在燦 | 2014年12月8日 - 2017年6月13日   |            |
| 金融委員会委員長     | 申斉潤 | 2013年3月22日 - 2015年3月13日   |            |
| 金融委員会委員長     | 鄭燦宇 | 2015年3月13日 - 2015年3月17日   | 職務代行。 |
| 金融委員会委員長     | 任鍾龍 | 2015年3月17日 - 2017年7月18日   |            |
| 国民権益委員会委員長 | 李晟補 | 2012年12月11日 - 2015年12月10日 |            |
| 国民権益委員会委員長 | 成永薫 | 2015年12月11日 - 2017年6月28日  |            |

## 評価
- 京畿道城南市の李在明（イ・ジェミョン）市長はTwitterで「日本よりひどい朴槿恵政権」と呟いた[1]。